# فدراسیون فوتبال سائوتومه و پرنسیپ
فدراسیون فوتبال سائوتومه و پرنسیپ (پرتغالی: Federação Santomense de Futebol) نهاد اداره‌کننده مسابقات فوتبال و فوتسال در کشور سائوتومه و پرنسیپ است.
این فدراسیون که در سال ۱۹۷۵ تأسیس شده عضو کنفدراسیون فوتبال آفریقا و فیفا نیز می‌باشد و مقر آن در شهر سائوتومه است.